# 식도협착
식도협착(esophageal stricture) 또는 양성식도협착(benign esophageal stricture, peptic stricture)은 식도가 좁아지거나 조여지는 상태를 말하며, 삼킴장애를 일으킨다.

## 증상과 징후
식도협착의 증상에는 속쓰림, 입에서 나는 쓴맛이나 신맛, 호흡곤란, 기침, 잦은 트림이나 딸꾹질, 삼킴장애, 삼킴통증, 입에서 피를 토하는 토혈, 체중 감소 등이 있다.

## 원인
위 식도 역류병(GERD), 식도염, 아래식도조임근의 기능 이상, 식도 운동성 장애, 잿물을 삼킨 경우, 틈새탈장 등이 원인이 되거나 관련되어 식도협착이 발생할 수 있다. 또한 식도의 수술이나 레이저 치료, 광역동 치료 이후에 협착이 생기기도 한다. 상처가 생긴 부위가 나으면서 흉터가 생기는데, 이 흉터가 조직을 당기면서 조이게 만들어 음식을 삼키기 힘들게 만든다.

## 진단
바륨삼킴검사를 통한 X선 촬영, CT 스캔, 생검, 내시경 등을 이용하여 진단할 수 있다.

## 치료
만일 감염으로 인한 식도염이 협착의 원인이라면 항생제 등을 이용하여 감염을 치료하는 방식으로 흔히 치료한다. 좁아진 부분을 넓히기 위해 외과에서 식도확장술을 시행하기도 한다. 약물을 이용하여 치료하는 경우도 간혹 있다. 그 예로는 기저 원인인 위산 역류를 치료하기 위한 H2 수용체 길항제(라니티딘 등)나 양성자 펌프 억제제(오메프라졸 등)가 있다.

## 역학
위 식도 역류병은 전체 성인의 40% 가량에서 발병한다고 알려져 있다. 협착은 위 식도 역류병을 치료하지 않은 환자 중 7~23%에서 발병한다.

## 같이 보기
- 식도암
- 식도 질환